# Салливан, Дэн
Дэ́ниел Скотт «Дэн» Са́лливан (англ. Daniel Scott "Dan" Sullivan; род. 13 ноября 1964, Фэрвью-Парк, Огайо) — американский военнослужащий, юрист и политик, сенатор США от штата Аляска, член Республиканской партии.

## Биография
Окончил военную академию в Калвере (Индиана) в 1983 году, получил степень бакалавра искусств (BA) по экономике в Гарвардском университете (1987). В 1993 году получил докторскую степень права в Джорджтаунском университете и поступил на службу в Корпус морской пехоты США, в 1997 году зачислен в запас в звании подполковника. В администрации президента Джорджа Буша занимал должность директора по персоналу в Совете национальной безопасности. В 2006—2009 годах являлся помощником государственного секретаря США по вопросам экономики, энергии и предпринимательства, в 2009—2010 годах — генеральный прокурор Аляски, в 2010—2013 годах работал в Департаменте природных ресурсов штата Аляска.
Дэн Салливан трижды призывался из резерва на военную службу: с декабря 2004 по апрель 2006 года, затем в начале 2009. В 2013 году он на шесть недель оставил должность в Департаменте природных ресурсов Аляски для командировки в Афганистан в составе контртеррористического батальона 4-й дивизии морской пехоты.
4 ноября 2014 года избран в Сенат США от штата Аляска, немного опередив по количеству поданных голосов избирателей своего предшественника демократа Марка Бегича, вследствие чего оба представителя штата в Сенате теперь принадлежат Республиканской партии (напарницей Салливана является Лиза Меркауски, дочь бывшего губернатора штата Фрэнка Меркауски).
С 2018 года является председателем Совета директоров Международного республиканского института (англ. International Republican Institute), заменив на этом посту сенатора Джона Маккейна.
3 ноября 2020 года победил с результатом 54 % на очередных выборах в Сенат Эла Гросса.

## Семья
Жена Салливана Джули Фэйт-Салливан — уроженка Аляски, дочь лидера коренных жителей штата атабасков, выпускница Гарвардского университета, сотрудница аппарата Сената США, журналистка.